# San Pawl il-Baħar
San Pawl il-Baħar (en español: Bahía de San Pablo) es un consejo local y una localidad situada al norte de la isla de Malta, a 16 km de la capital, La Valeta.
Las localidades de Burmarrad, Qawra, Buġibba, Xemxija, Mselliet y San Martín así como parte de Bidnija, Mistra y Għajn Tuffieħa forman parte del Consejo Local de San Pawl il-Baħar. El área de la localidad es de 14,5 km².
La población residente en el 2010 es de 14.057 personas; pero aumenta a 60.000 durante el período de junio a septiembre. El incremento se debe a que residentes malteses y turistas extranjeros visitan durante el verano, estableciéndose en hoteles en Buġibba y Qawra.
- Datos: Q39521
- Multimedia: St. Paul's Bay / Q39521